# Gare de Berlin-Rahnsdorf
La gare de Berlin-Rahnsdorf est une gare allemande située dans la commune de Berlin. Elle est desservie par le S-Bahn berlinois. La gare est située dans l'arrondissement de Treptow-Köpenick, à Berlin.

## Histoire

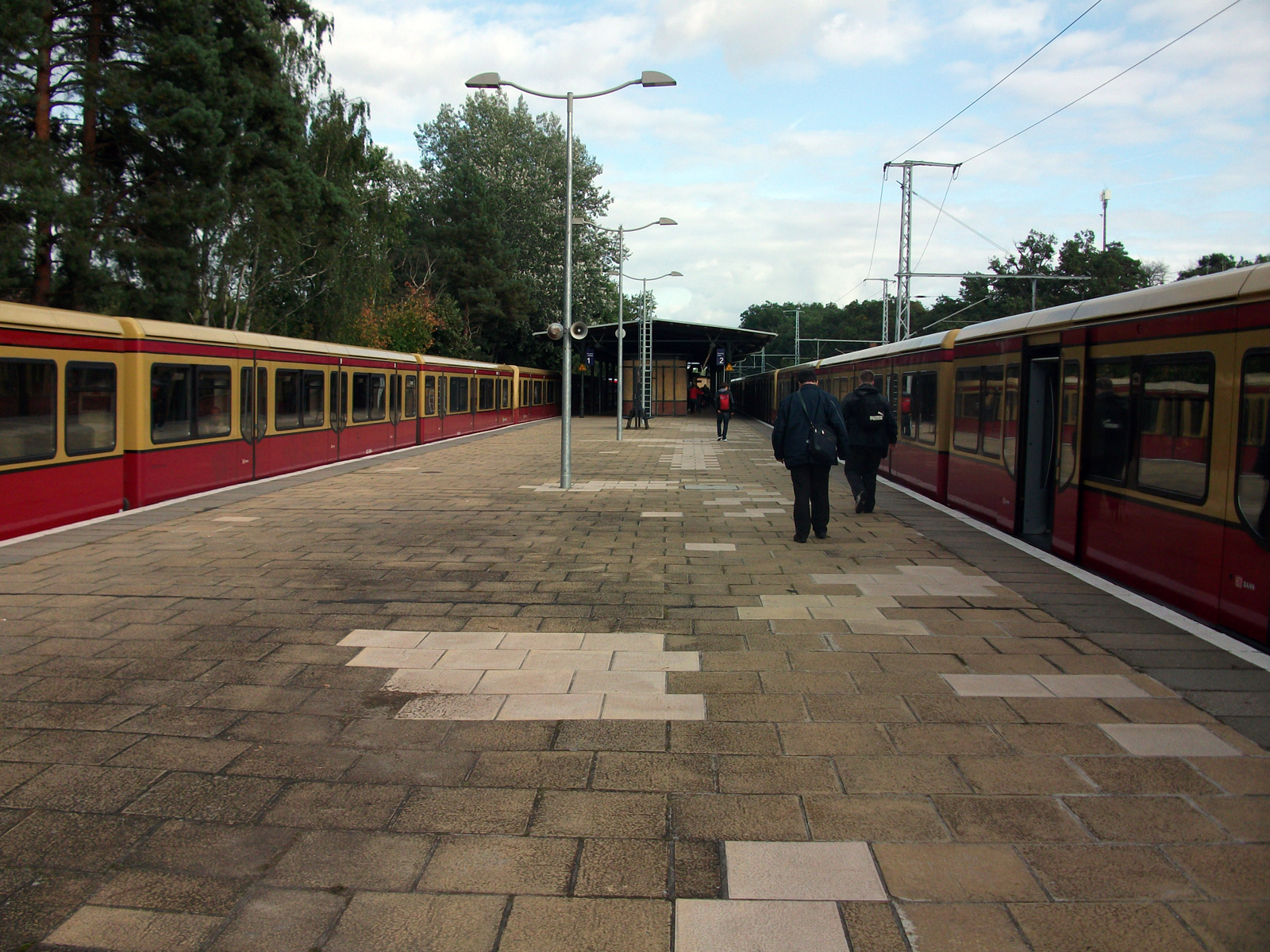
Vue des quais de la gare

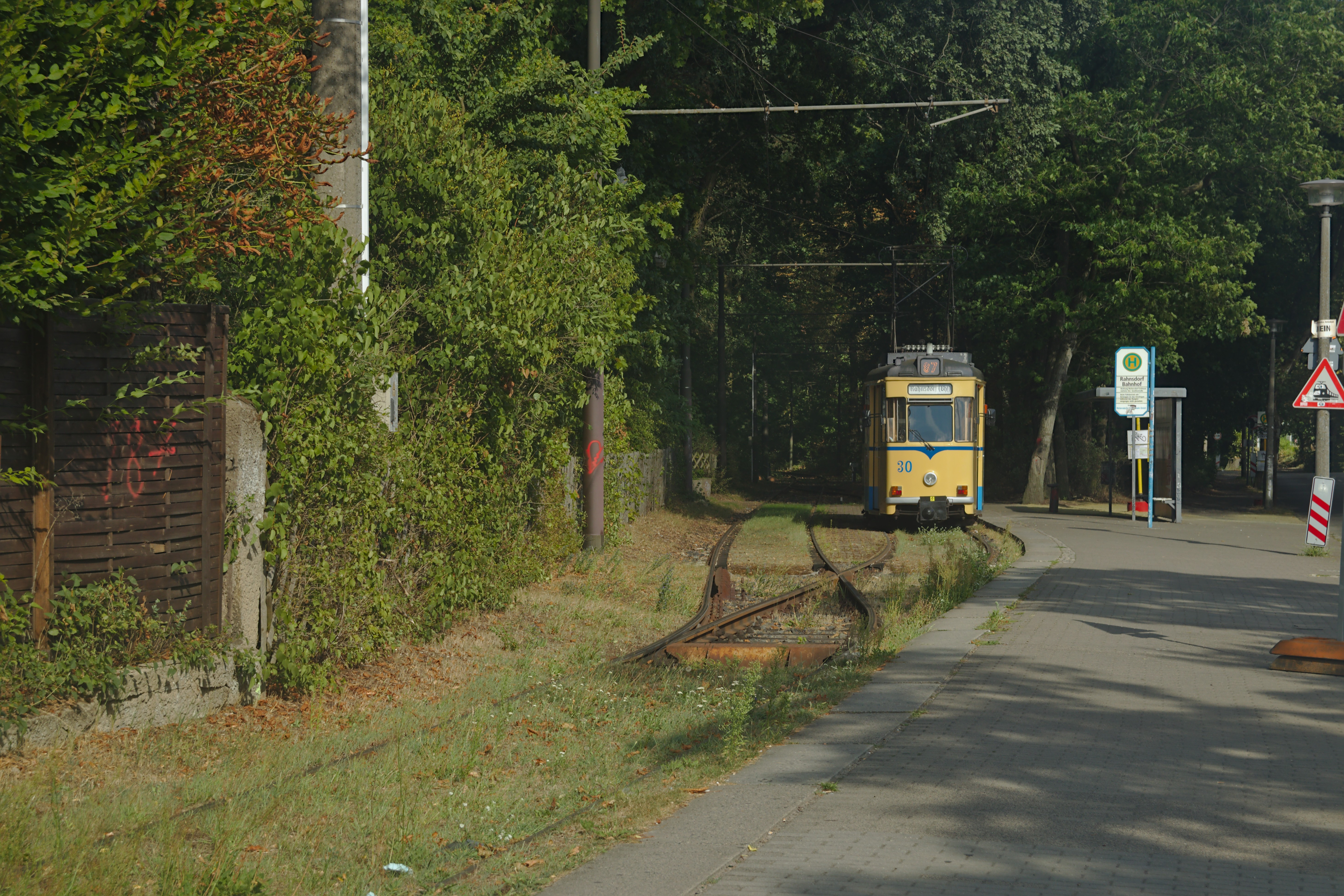
Le terminus du tramway de Woltersdorf à la gare en 2018

La station a ouvert le 15 mai 1879. C'est grâce à Karl Cornelius et Waldemar Suadicani qu'entre 1899 et 1902 le bâtiment voyageur pu être construit. La raison principale de la construction de ce nouveau bâtiment a été la mise en place de quais affrétés spécialement à la circulation du fret. Le bâtiment est aujourd'hui un bâtiment classé.
Le 11 novembre 1916, un accident ferroviaire eut lieu à la gare. Un gang de cheminots (en raison de la pénurie de main d’œuvre, les femmes travaillaient ici) fit signe aux soldats d'un train militaire qui passait. Ils leur ont fait croire qu'il y avait une mauvaise visibilité à cause du brouillard, il a donc dû rester à quai et ne put donc pas éviter le train venant d'en face, 19 femmes ont été tuées. Le responsable a été condamné à un an de prison.
Le 11 juin 1928, le trafic de banlieue est maintenant effectué par des autorails électriques, et depuis le 1er décembre 1930, ils circulent sous le nom de S-Bahn. Le trafic des trains à vapeur s'arrête en 1929.
En avril 1945, la desserte des trains a dû être arrêtée en raison de la guerre. À la suite de l'occupation soviétique, les deux voies de S-Bahn ont été démontées, la station est même devenue un terminus à cause de la voie qui n'a pas été restaurée. Après l'occupation, le S-Bahn fut de nouveau opérationnel.
En 2009 et 2010, le toit de la plate-forme a été rénové et les systèmes d'éclairage remplacés.

## Service des voyageurs

### Desserte
La gare est desservie par la ligne 3 du S-Bahn berlinois. La gare est aussi desservie par la ligne de bus 161 des transports en commun berlinois. La station est également le terminus ouest du tramway de Woltersdorf.

## Influence sur la topographie environnante
Bien que développé de façon uniforme à l'ouverture de la station le lieu Schöneiche, le développement, en particulier du district Fichtenau a commencé sur la largeur de plusieurs rues, pour développer la station, ce qui entraîne un « nez » dans la topographie du site.
La gare a été créée loin des grandes habitations, ne desservant directement que quelques personnes, même si elle a eu un impact sur le quartier environnant. Par la suite quelques habitations se sont développées autour de la route reliant la ville à la gare.